# Robert Bohn
Robert Bohn (* 10. Dezember 1952 in Karlshafen) ist ein deutscher Historiker.

## Leben
Bohn studierte Mittlere und Neuere Geschichte, Osteuropäische Geschichte, Kunstgeschichte, Nordistik und Philosophie an der Christian-Albrechts-Universität zu Kiel (M.A. 1984). Die Universität Brno, Universität Uppsala und Universität Stockholm waren weitere Ausbildungsorte. 1987 wurde er bei Hain Rebas an der Philosophischen Fakultät der Universität Kiel mit der Dissertation Das Handelshaus Donner in Visby und der gotländische Aussenhandel im 18. Jahrhundert. Eine Studie zur Handels- und Seefahrtsgeschichte des Ostseeraums im Spätmerkantilismus zum Dr. phil. promoviert. 1994 folgte in Kiel auch die Habilitation mit einer Arbeit über die deutsche Besatzungspolitik in Norwegen 1940–45 ('Reichskommissariat Norwegen').
1980 wurde er wissenschaftlicher Mitarbeiter bzw. später Assistent am Historischen Seminar der Kieler Universität. 1991/92 war er Gastdozent an der Universität Oslo und Research Fellow des Norwegischen Forschungsrates. 1995/96 vertrat er einen Lehrstuhl am Historischen Institut der Ernst-Moritz-Arndt-Universität Greifswald.  1996/97 wurde er wissenschaftlicher Mitarbeiter am Institut für schleswig-holsteinische Zeit- und Regionalgeschichte (IZRG). 1999 wurde er außerplanmäßiger Professor an der Universität Kiel. Von 2001 bis zu seinem Eintritt in den Ruhestand im September 2018 war er Professor für mittlere und neuere Geschichte an der Europa-Universität Flensburg. 
Seine Forschungsschwerpunkte sind Regional- und Landesgeschichte, Geschichte Nordeuropas und des Ostseeraums sowie Seefahrtsgeschichte. Er ist Mitglied der Gesellschaft für Politik und Bildung Schleswig-Holstein und dessen Beirat für Geschichte, Mitherausgeber des Jahrbuchs Demokratische Geschichte.
Seit 1975 lebt er in Kiel.

## Schriften (Auswahl)
- Gotland-Handbuch. Stein, Kiel 1985, ISBN 3-922965-25-3.
- Das Handelshaus Donner in Visby und der gotländische Aussenhandel im 18. Jahrhundert. Eine Studie zur Handels- und Seefahrtsgeschichte des Ostseeraums im Spätmerkantilismus (= Quellen und Darstellungen zur hansischen Geschichte. N.F., Bd. 33). Böhlau, Köln u. a. 1989, ISBN 3-412-12488-5.
- (Hrsg.): Deutschland, Europa und der Norden. Ausgewählte Probleme der nord-europäischen Geschichte im 19. und 20. Jahrhundert (= Historische Mitteilungen der Ranke-Gesellschaft, Beiheft 6). Steiner, Stuttgart 1993 ISBN 3-515-06413-3
- (Hrsg.): Europa in Scandinavia. Kulturelle und soziale Dialoge in der frühen Neuzeit (= Studia septemtrionalia. Bd. 2). Lang, Frankfurt am Main u. a. 1994, ISBN 3-631-46875-X.
- mit Jürgen Elvert (Hrsg.): Kriegsende im Norden. Vom heißen zum Kalten Krieg (= Historische Mitteilungen der Ranke-Gesellschaft. Beiheft, 14). Steiner, Stuttgart 1995, ISBN 3-515-06728-0.
- (Hrsg.): Die deutsche Herrschaft in den „germanischen“ Ländern 1940–1945 (= Historische Mitteilungen der Ranke-Gesellschaft, Beiheft 26). Steiner, Stuttgart 1997 ISBN 3-515-07099-0 Bei Google books online
- mit Hain Rebas, Tryggve Siltberg (Hrsg.): Archiv und Geschichte im Ostseeraum. Festschrift für Sten Körner (= Studia septemtrionalia. Bd. 3). Lang, Frankfurt am Main u. a. 1997, ISBN 3-631-31231-8.
- mit Uwe Danker: "Standgericht der inneren Front". Das Sondergericht Altona/Kiel 1932–1945 (= IZRG-Schriftenreihe. Bd. 3). Ergebnisse Verlag, Hamburg 1998, ISBN 3-87916-052-X.
- Karlshafen 1699–1999. Wirtschafts- und Sozialgeschichte der hessischen Planstadt aus der Barockzeit (= Beiträge zur Geschichte der Stadt Karlshafen und des Weser-Diemel-Gebiets. Bd. 11). Verlag des Antiquariats Schäfer, Bad Karlshafen 2000, ISBN 3-934800-00-9.
- Reichskommissariat Norwegen: "Nationalsozialistische Neuordnung" und Kriegswirtschaft (= Beiträge zur Militärgeschichte, 54). Oldenbourg, München 2000, ISBN 3-486-56488-9.
- mit Jürgen Elvert, Karl Christian Lammers (Hrsg.): Deutsch-skandinavische Beziehungen nach 1945 (= Historische Mitteilungen der Ranke-Gesellschaft, Beiheft 31). Steiner, Stuttgart 2000, ISBN 3-515-07320-5
- Dänische Geschichte (= Beck'sche Reihe. 2162). Beck, München 2001, ISBN 3-406-44762-7.
- mit Uwe Danker, Jorgen Kühl (Hrsg.): Zwischen Hoffnung, Anpassung und Bedrängnis. Minderheiten im deutsch-dänischen Grenzraum in der NS-Zeit (= IZRG-Schriftenreihe. Bd. 4). Verlag für Regionalgeschichte, Bielefeld 2001, ISBN 3-89534-364-1.
- mit Uwe Danker, Nils Köhler (Hrsg.): Der "Ausländereinsatz" in Flensburg 1939–1945 (= IZRG-Schriftenreihe. Bd. 9). Verlag für Regionalgeschichte, Bielefeld 2002, ISBN 3-89534-469-9.
- mit Markus Oddey: U-Bootbunker "Kilian". Kieler Hafen und Rüstung im Nationalsozialismus (= Sonderveröffentlichungen der Gesellschaft für Kieler Stadtgeschichte. Bd. 44). Verlag für Regionalgeschichte, Gütersloh 2003, ISBN 3-89534-484-2.
- Die Piraten (= Beck'sche Reihe. 2327). Beck, München 2003, ISBN 3-406-48027-6. Überarbeitete Auflage München 2020.
- Geschichte Schleswig-Holsteins (= Beck'sche Reihe. 2615). Beck, München 2006, ISBN 3-406-50891-X.
- mit Christoph Cornelißen, Karl Christian Lammers (Hrsg.): Vergangenheitspolitik und Erinnerungskulturen im Schatten des Zweiten Weltkriegs. Deutschland und Skandinavien seit 1945. Klartext, Essen 2008, ISBN 978-3-89861-988-2.
- Geschichte der Seefahrt (= Beck'sche Reihe. 2722). Beck, München 2011, ISBN 978-3-406-62375-2.
- mit Michael Epkenhans (Hrsg.): Garnisonsstädte im 19. und 20. Jahrhundert. [Eine Publikation des Instituts für Schleswig-Holsteinische Zeit- und Regionalgeschichte und des Zentrums für Militärgeschichte und Sozialwissenschaften der Bundeswehr] (= IZRG-Schriftenreihe. Bd. 16). Verlag für Regionalgeschichte, Gütersloh 2015, ISBN 978-3-7395-1016-3.
- mit Martin Westphal (Hrsg.): Garnisonsgeschichte der Stadt Rendsburg (= IZRG-Schriftenreihe. Bd. 17). Verlag für Regionalgeschichte, Bielefeld 2017, ISBN 978-3-7395-1017-0.
- mit Uwe Danker: Vom Matrosenaufstand in Kiel zur Deutschen Revolution. Quellen, Perspektiven, Handlungsspielräume. Schleswig-Holsteinischer Geschichtsverlag, Malente 2018, ISBN 978-3-933862-52-5.
- mit Jürgen Weber (Hg.): Wortmeldungen zur Zeit- und Regionalgeschichte. Festschrift für Uwe Danker, Husum Verlag, Husum 2022, ISBN 978-3-96717-099-3.